# Bahrains Grand Prix 2017
Bahrains Grand Prix 2017 (officielt navn: 2017 Formula 1 Gulf Air Bahrain Grand Prix) var et Formel 1-løb som blev arrangeret den 16. april 2017 på Bahrain International Circuit. Det var det tredje løb i Formel 1-sæsonen 2017, og 13. gang Bahrains Grand Prix blev arrangeret. Løbet blev vundet af Ferrari-køreren Sebastian Vettel, mens de to Mercedes-kørere Lewis Hamilton, der tog pole position, og Valtteri Bottas fik de resterende podiepladser. Dette var Vettels og Ferraris anden sejr for sæsonen ud af tre løb.

## Resultater

### Kvalifikation
| Pos.               | Nr. | Kører             | Konstruktør               | Del 1    | Del 2     | Del 3    | Grid |
| ------------------ | --- | ----------------- | ------------------------- | -------- | --------- | -------- | ---- |
| 1                  | 77  | Valtteri Bottas   | Mercedes                  | 1.31,041 | 1.29,555  | 1.28,769 | 1    |
| 2                  | 44  | Lewis Hamilton    | Mercedes                  | 1.30,814 | 1.29,535  | 1.28,792 | 2    |
| 3                  | 5   | Sebastian Vettel  | Ferrari                   | 1.31,037 | 1.29,596  | 1.29,247 | 3    |
| 4                  | 3   | Daniel Ricciardo  | Red Bull Racing-TAG Heuer | 1.31,667 | 1.30,497  | 1.29,545 | 4    |
| 5                  | 7   | Kimi Räikkönen    | Ferrari                   | 1.30,988 | 1.29,843  | 1.29,567 | 5    |
| 6                  | 33  | Max Verstappen    | Red Bull Racing-TAG Heuer | 1.30,904 | 1.30,307  | 1.29,687 | 6    |
| 7                  | 27  | Nico Hülkenberg   | Renault                   | 1.31,057 | 1.30,169  | 1.29,842 | 7    |
| 8                  | 19  | Felipe Massa      | Williams-Mercedes         | 1.31,373 | 1.30,677  | 1.30,074 | 8    |
| 9                  | 8   | Romain Grosjean   | Haas-Ferrari              | 1.31,691 | 1.30,857  | 1.30,763 | 9    |
| 10                 | 30  | Jolyon Palmer     | Renault                   | 1.31,458 | 1.30,899  | 1.31,074 | 10   |
| 11                 | 26  | Daniil Kvjat      | Toro Rosso                | 1.31,531 | 1.30,923  |          | 11   |
| 12                 | 18  | Lance Stroll      | Williams-Mercedes         | 1.31,748 | 1.31,168  |          | 12   |
| 13                 | 94  | Pascal Wehrlein   | Sauber-Ferrari            | 1.31,995 | 1.31,414  |          | 13   |
| 14                 | 31  | Esteban Ocon      | Force India-Mercedes      | 1.31,774 | 1.31,684  |          | 14   |
| 15                 | 14  | Fernando Alonso   | McLaren-Honda             | 1.32.054 | ingen tid |          | 15   |
| 16                 | 55  | Carlos Sainz, Jr. | Toro Rosso                | 1.32,118 |           |          | 16   |
| 17                 | 2   | Stoffel Vandoorne | McLaren-Honda             | 1.32,313 |           |          | 17   |
| 18                 | 11  | Sergio Pérez      | Force India-Mercedes      | 1.32,318 |           |          | 18   |
| 19                 | 9   | Marcus Ericsson   | Sauber-Ferrari            | 1.32,543 |           |          | 19   |
| 20                 | 20  | Kevin Magnussen   | Haas-Ferrari              | 1.32,900 |           |          | 20   |
| 107%-tid: 1.37,170 |     |                   |                           |          |           |          |      |
| Kilde:             |     |                   |                           |          |           |          |      |

### Løbet
| Pos    | Nr | Kører             | Konstruktør               | Omgange | Tid/Udgået  | Startpos. | Point |
| ------ | -- | ----------------- | ------------------------- | ------- | ----------- | --------- | ----- |
| 1      | 5  | Sebastian Vettel  | Ferrari                   | 57      | 1:33.53,374 | 3         | 25    |
| 2      | 44 | Lewis Hamilton    | Mercedes                  | 57      | +6,660      | 2         | 18    |
| 3      | 77 | Valtteri Bottas   | Mercedes                  | 57      | +20,397     | 1         | 15    |
| 4      | 7  | Kimi Räikkönen    | Ferrari                   | 57      | +22,475     | 5         | 12    |
| 5      | 3  | Daniel Ricciardo  | Red Bull Racing-TAG Heuer | 57      | +39,346     | 4         | 10    |
| 6      | 19 | Felipe Massa      | Williams-Mercedes         | 57      | +54,326     | 8         | 8     |
| 7      | 11 | Sergio Pérez      | Force India-Mercedes      | 57      | +1.02,606   | 18        | 6     |
| 8      | 8  | Romain Grosjean   | Haas-Ferrari              | 57      | +1.14,865   | 9         | 4     |
| 9      | 27 | Nico Hülkenberg   | Renault                   | 57      | +1.20,188   | 7         | 2     |
| 10     | 31 | Esteban Ocon      | Force India-Mercedes      | 57      | +1.35,711   | 14        | 1     |
| 11     | 94 | Pascal Wehrlein   | Sauber-Ferrari            | 56      | +1 omgang   | 13        |       |
| 12     | 26 | Daniil Kvjat      | Toro Rosso                | 56      | +1 omgang   | 11        |       |
| 13     | 30 | Jolyon Palmer     | Renault                   | 56      | +1 omgang   | 10        |       |
| 141    | 14 | Fernando Alonso   | McLaren-Honda             | 54      | Motor       | 15        |       |
| Ret    | 9  | Marcus Ericsson   | Sauber-Ferrari            | 50      | Gearkasse   | 19        |       |
| Ret    | 55 | Carlos Sainz, Jr. | Toro Rosso                | 12      | Kollision   | 16        |       |
| Ret    | 18 | Lance Stroll      | Williams-Mercedes         | 12      | Kollision   | 12        |       |
| Ret    | 33 | Max Verstappen    | Red Bull Racing-TAG Heuer | 11      | Bremser     | 6         |       |
| Ret    | 20 | Kevin Magnussen   | Haas-Ferrari              | 8       | Elektronik  | 20        |       |
| DNS    | 2  | Stoffel Vandoorne | McLaren-Honda             | 0       | Motor       | —2        |       |
| Kilde: |    |                   |                           |         |             |           |       |

Noter til tabellerne
- ↑1 – Fernando Alonso udgik af løbet, men blev klassificeret eftersom han havde fuldført over 90% af løbsdistancen..
- ↑2 – Stoffel Vandoorne stillede ikke op på startgridden, som følge af motorproblemer.[3]

## Stillingen i mesterskaberne efter løbet
| Nr. | +/- | Kører              | Point |
| --- | --- | ------------------ | ----- |
| 1   |     | Sebastian Vettel   | 68    |
| 2   |     | Lewis Hamilton     | 61    |
| 3   | 1   | Valtteri Bottas    | 38    |
| 4   | 1   | Kimi Räikkönen     | 34    |
| 5   | 2   | Max Verstappen     | 25    |
| 6   |     | Daniel Ricciardo   | 22    |
| 7   | 1   | Felipe Massa       | 16    |
| 8   | 1   | Sergio Pérez       | 14    |
| 9   | 2   | Carlos Sainz jr.   | 10    |
| 10  | 4   | Romain Grosjean    | 4     |
| 11  | 1   | Kevin Magnussen    | 4     |
| 12  |     | Esteban Ocon       | 3     |
| 13  |     | Nico Hülkenberg    | 2     |
| 14  | 3   | Daniil Kvjat       | 2     |
| 15  | –   | Pascal Wehrlein    | 0     |
| 16  | 1   | Antonio Giovinazzi | 0     |
| 17  |     | Jolyon Palmer      | 0     |
| 18  | 2   | Stoffel Vandoorne  | 0     |
| 19  | –   | Fernando Alonso    | 0     |
| 20  | 2   | Marcus Ericsson    | 0     |
| NC  | –   | Lance Stroll       | 0     |

| Nr. | +/- | Konstruktør          | Point |
| --- | --- | -------------------- | ----- |
| 1   | 1   | Ferrari              | 102   |
| 2   | 1   | Mercedes             | 99    |
| 3   |     | Red Bull-TAG Heuer   | 47    |
| 4   | 1   | Force India-Mercedes | 17    |
| 5   | 1   | Williams-Mercedes    | 16    |
| 6   | 2   | Toro Rosso-Ferrari   | 12    |
| 7   |     | Haas-Ferrari         | 8     |
| 8   |     | Renault              | 2     |
| 9   |     | Sauber-Ferrari       | 0     |
| 10  |     | McLaren-Honda        | 0     |